# Mali Cirnik pri Šentjanžu
Mali Cirnik pri Šentjanžu – wieś w Słowenii, w gminie Šentrupert. W 2018 roku liczyła 87 mieszkańców.